# Somerton, Arizona
Somerton je grad u američkoj saveznoj državi Arizona. Prema popisu stanovništva iz 2010. u njemu je živjelo 14,287 stanovnika.